# Onthophagus gonopygus
Onthophagus gonopygus là một loài bọ cánh cứng trong họ Bọ hung (Scarabaeidae).